# Ільський
Ільський — селище міського типу в Сєверському районі Краснодарського краю.
Населення — 23,0 тис. мешканців (2008), друге місце по району.

## Географія
Селище міститься на річці Іль при виході її з гірсько-лісової зони на рівнину. Через селище проходить автотраса М4, за 6 км на схід — станиця Сєверська, за 4 км на захід — смт Чорноморський). Залізнична станція Ільська на лінії Краснодар — Кримськ.

## Історія
Станиця Ільська заснована в 1863. Назву дано по річці Іль (адигейською — блискуча).

## Адміністративний устрій
До складу міського поселення селище Ільський входить також станиця Дербентська.

## Економіка
ВАТ "Ильский завод Утяжелитель — «НПО Бурение». Завод збудовано у 1952. Виробництво глинопорошкових і баритових уваживочів для підприємств нафтогазового і машинобудівного комплексу.